# Ryō Wada
Ryō Wada (japanisch 和田 凌 Wada Ryō; * 5. Juli 1995 in der Präfektur Tochigi) ist ein japanischer Fußballspieler.

## Karriere
Wada erlernte das Fußballspielen in der Jugendmannschaft von JEF United Chiba und der Universitätsmannschaft der Hannan-Universität. Seinen ersten Vertrag unterschrieb er 2018 beim FC Ryūkyū. Der Verein aus der Präfektur Okinawa spielte in der dritthöchsten Liga des Landes, der J3 League. 2018 wurde er mit dem Verein Meister und stieg in die zweite Liga auf. Im August 2019 wechselte er zum Ligakonkurrenten Kagoshima United FC nach Kagoshima. Am Ende der Saison 2019 stieg der Verein in die dritte Liga ab. Im Januar 2021 wechselte er zum Erstligisten Sagan Tosu nach Tosu. Der australische Erstligist Brisbane Roar lieh ihn von Februar 2022 bis Juli 2022 aus. Für den Klub aus Brisbane stand er viermal in der ersten Liga auf dem Rasen. Im Juli 2022 kehrte er zu Sagan zurück.

## Erfolge
FC Ryūkyū
- J3 League: 2018